# Peter Livius
Peter Livius, né le 12 juillet 1739 à Lisbonne et mort le 23 juillet 1795, est un juriste britannique. De 1776 à 1786, il est juge en chef de la province de Québec. Ambitieux mais décrit comme étant très « factieux », il cherchera toute sa vie à faire sa place au sein de l'establishment anglais.

## Biographie

### Jeunesse
Né au Portugal d'un père allemand et d'une mère anglaise, il part étudier en Angleterre. Son mariage avec la fille du colonel John Tufton Mason lui assure la fortune. En 1763, il déménage aux États-Unis, sur les terres familiales du New Hampshire.

### Carrière

#### New Hampshire
Grâce à ses contacts, il est nommé au Conseil du New Hampshire en 1765, puis juge de la Cour inférieure des plaids communs en 1768.
En 1772, Livius est démis de ses fonctions par le gouverneur Benning Wentworth car ce dernier se montre factieux et partisan. Il retourne en Angleterre pour redorer sa réputation mais le Conseil privé maintient la décision de Wentworth. Livius décide faire don de bois d’orignal à la Royal Society pour se renflouer. L'institution l’agrège fellow en 1773. Il étudie le droit à Middle Temple.

#### Province de Québec
Livius désire un poste de juge en chef avec salaire de la Couronne. Cependant, en raison de sa mauvaise réputation, il doit se résoudre à accepter les postes de juge de la Cour des plaids communs et de la de vice-amirauté de Montréal, dans la province britannique de Québec. Il fait alors pression sur le gouverneur Guy Carleton afin d'obtenir une place au Conseil de Québec et une seigneurie. Il arrive à Québec le 4 novembre 1775. Durant l'attaque américaine sur Québec, Livius affirme avoir participé à la défense de la ville. Il fut banni des États-Unis lorsque le pays, devenu indépendant, découvrit une correspondance avec John Sullivan pour livrer le New Hampshire aux armées royales. En août 1776, on lui accorde le poste de juge en chef de la province de Québec malgré une réticence de Carleton à son endroit en raison du fait qu'il ne parle ni la langue et ne connaît ni les coutumes des habitants de l'ancienne colonie française. De son côté, Livius n'a pas l'impression que le gouverneur le consulte. En 1778, il accuse Carleton de se faire conseiller seulement par une partie du Conseil. À la suite d'un désaccord judiciaire, Carleton le démet de ses fonctions, l'accusant d'être « turbulent et factieux ».
En mars 1779, il est réintégré dans ses fonctions, mais n'ose plus retourner au Canada. En 1782, il s'engage dans une poursuite contre Carleton et diverses procédures pour lui assurer la sécurité de son emploi. Ce comportement suffisant ne lui attire aucune compassion de Londres. En décembre 1784, des rumeurs circulent sur son remplacement. Son absence prolongée conduit effectivement à son remplacement par William Smith, ancien juge en chef de la Province de New York.

### Dernières années
Aspirant à une nouvelle fonction officielle, il soumet une liste de 50 postes qu'il serait prêt à accepter. Il finit par consentir à une pension en juin 1789.

## Distinctions
- 1767 : Maîtrise honorifique ès arts, Université Harvard
- 1775 : Doctorat honorifique en droit, Université d'Oxford